# Temba. Kapp-Kapp-Kairo
Temba. Kapp-Kapp-Kairo är en norsk dokumentärfilm i färg från 1958 i regi av Gunnar Melle.
Filmen skildrar en resa med bil från Nordkap till Afrikas sydspets. Den är ett reportage av 1950-talets Afrika såsom Melle upplevde det under resans gång. Filmen producerades av Telefilm A/S och premiärvisades den 7 april 1958 i Norge.